# قارمان (سقز)
قرية قارمان (بالكردية: قارەمان) هي إحدى القرى التابعة لـتموغه في ريف قسم مركزي من مقاطعة سقز، في محافظة كردستان الإيرانية.

## السكان
حسب إحصاءات سنة 2006، بلغ إجمالي السكان في قارمان 87 نسمة وعدد المساكن 16 مسكن. لغة سكان قارمان هي اللغة الكردية و هم من أهل السنة والجماعة والمذهب الشافعي.